# Legión blanca (serie de televisión)
Legión blanca era una serie de televisión chilena, emitida por Canal 9 durante 1965. En cada capítulo se presentaba una historia distinta, relacionada con un caso médico que haya generado revuelo en la sociedad chilena en el pasado.
El protagonista de Legión blanca era Américo Vargas, quien encarnaba al Dr. Leal. Los libretos de cada capítulo eran realizados por el médico Roberto Sarah, mientras que la producción estaba a cargo de Boris Hardy (quien también producía el programa Chile TV en el mismo canal) y contaba con la dirección de Antonio Freire.
Legión blanca era emitido los días lunes a las 23:20 (hora local), en el último bloque de programación de Canal 9, y su duración era de 20 a 30 minutos aproximadamente. Su primera emisión ocurrió el 19 de julio de 1965 y su último episodio fue emitido el 20 de septiembre del mismo año.
Cada episodio era emitido en vivo, por lo que no existen registros en kinescopio o videotape de esta serie. A esto se sumaba el hecho de que Canal 9 no había adoptado todavía el uso de cintas de vídeo y la inexistencia de una política de archivado en lo que respecta a los kinescopios (los cuales eran desechados poco después), lo cual se concretó en los años siguientes.